# Restaurierte Lê-Dynastie

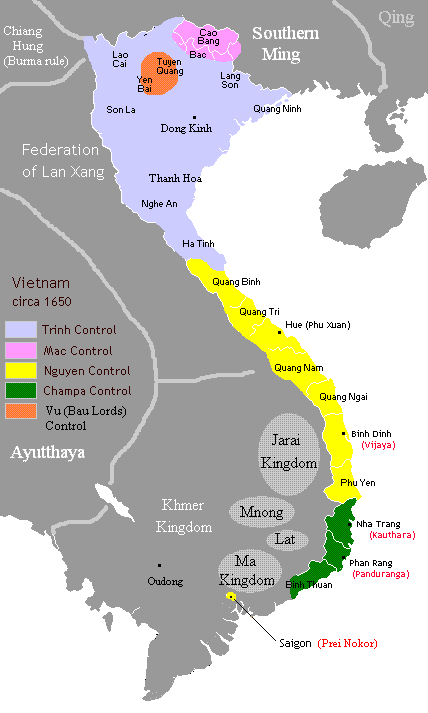
Vietnam um 1650: Die Trịnh-Fürsten (hellblau) kontrollieren den Norden des Landes mit der Hauptstadt, dem Sitz der Lê-Kaiser. Die Nguyễn-Fürsten (gelb) kontrollieren den Süden des vietnamesischen Siedlungsgebiets, das heutige Zentralvietnam. Südlich davon grenzen die letzten Reste Champas (grün) an. Das Mekongdelta ist noch ein Teil des Khmer-Reichs. Ganz im Norden konnte sich die besiegte Mạc-Dynastie (rosa) dank chinesischem Schutz in der Provinz Cao Bằng halten. Daneben gibt es noch eine Reihe semi-autonomer Kleinherrscher wie die Bầu-Fürsten (orange) in der Provinz Tuyên Quang.

Als restaurierte Lê-Dynastie (präziser restaurierte spätere Lê-Dynastie, vietn. Nhà Lê trung hưng) bezeichnet man in der Geschichte Vietnams die Periode von 1533 bis 1789, in der die (spätere) Lê-Dynastie nach ihrer Wiedereinsetzung (Restauration) den Kaiser stellte. Zuvor waren die Lê im Jahr 1527 durch die Mạc-Familie gestürzt worden. Kennzeichnend für diese Epoche sind die faktische Teilung des Landes und die völlige Machtlosigkeit der Lê-Monarchen.
Die Bezeichnung „restaurierte Lê-Dynastie“ ist nicht zeitgenössisch, sondern wurde von späteren Historikern geprägt, um eine Abgrenzung von der frühen Phase der Lê-Dynastie (1427–1527) zu schaffen, in der die Lê-Kaiser tatsächlich herrschten. In vielerlei Hinsicht lässt sich der Zeitraum der restaurierten Lê-Dynastie mit der Zeit der Shōgune in Japan vergleichen.
Die Epoche lässt sich wiederum aufteilen in die bis 1592 andauernde Zeit der Südlichen und Nördlichen Dynastie (Nam-Bắc triều), in der Lê-Loyalisten gegen die Mạc-Dynastie Krieg führten und es zwei konkurrierende Kaiserhöfe gab, sowie die daran anschließende Zeit des Trịnh-Nguyễn-Krieges (Trịnh-Nguyễn phân tranh), in der die im Norden herrschenden Trịnh-Fürsten und die im Süden herrschenden Nguyễn-Fürsten sich bekriegten, aber beide das machtlose, unter Trịnh-Kontrolle stehende Lê-Kaiserhaus anerkannten.
Der Großteil der vietnamesischen Südexpansion (Nam tiến) fand während dieser Zeit statt. Die Nguyễn-Fürsten verschoben das vietnamesische Siedlungsgebiet beständig nach Süden, unterwarfen Champa und drangen schließlich in das bisher zum Khmer-Reich gehörende Mekongdelta vor. Im Gegensatz dazu gilt die Herrschaft der Trịnh im Norden weitestgehend als eine Zeit der Stagnation und des langsamen Niedergangs.
Während der Zeit der restaurierten Lê-Dynastie gelangten auch die ersten europäischen Händler (Portugiesen, Niederländer, Engländer) und Missionare (portugiesische und französische Jesuiten, insbesondere Alexandre de Rhodes) nach Vietnam.
In den Jahren 1777 bis 1789 wurden die Nguyễn- und Trịnh-Fürsten durch die Tây-Sơn-Rebellion gestürzt und die Lê-Kaiser durch die Tây-Sơn-Dynastie abgelöst. Ein Familienmitglied der Nguyễn-Fürsten besiegte schließlich die Tây Sơn und rief im Jahr 1802 die Nguyễn-Dynastie aus.

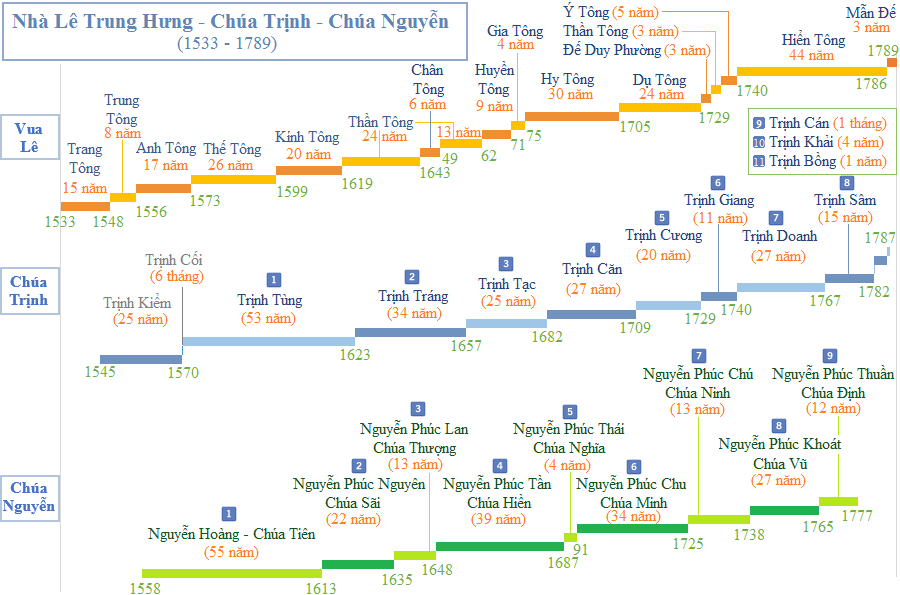
Übersicht über die restaurierten Lê-Monarchen sowie die Trịnh- und Nguyễn-Fürsten (vietnamesisch)

## Liste der Monarchen der restaurierten Lê-Dynastie
Die ersten beiden restaurierten Lê-Monarchen entstammten direkt der Lê-Hauptlinie, die vor den Mạc geherrscht hatte. Mit dem kinderlosen Tod des zweiten Kaisers starb diese Linie allerdings aus, woraufhin die Trịnh einen angeblichen Nachkommen des Bruders des ursprünglichen Dynastiegründers Lê Lợi zum Nachfolger erklärten. Diese Abstammung wurde bereits von einigen Zeitgenossen, insbesondere Parteigängern der Mạc, angezweifelt. Alle Mitglieder der so auf den Thron gekommenen Nebenlinie führten den Zwischennamen Duy als Teil ihres persönlichen Namens – hießen also „Lê Duy NN“.
Der erste Monarch der restaurierten Lê wurde im laotischen Exil zum Kaiser proklamiert. Seine Nachfolger residierten in der „westlichen Hauptstadt“ Tây Kinh in der Provinz Thanh Hóa, bis sie nach dem Sieg der Trịnh über die Mạc im Jahr 1592 wieder in die „östliche Hauptstadt“ Đông Kinh (Hanoi) einziehen konnten.
| #  | Kaiser            | Persönlicher Name | Lebensdaten | Amtszeit  | Anmerkungen                                                       | tatsächlicher Machthaber                                 |
| -- | ----------------- | ----------------- | ----------- | --------- | ----------------------------------------------------------------- | -------------------------------------------------------- |
| 1  | Lê Trang Tông     | Lê Ninh           | 1514–1548   | 1533–1548 | Sohn des Kaisers Lê Chiêu Tông                                    | Nguyễn Kim Trịnh Kiểm                                    |
| 2  | Lê Trung Tông     | Lê Huyên          | 1535–1556   | 1548–1556 | Sohn des Vorgängers, starb kinderlos                              | Trịnh Kiểm                                               |
| 3  | Lê Anh Tông       | Lê Duy Bang       | 1532–1573   | 1556–1573 | Urururenkel des Bruders des Lê Lợi, wurde von den Trịnh getötet   | Trịnh Kiểm Trịnh Cối Trịnh Tùng                          |
| 4  | Lê Thế Tông       | Lê Duy Đàm        | 1567–1599   | 1573–1599 | Sohn des Vorgängers, Rückkehr nach Đông Kinh (Hanoi)              | Trịnh Tùng                                               |
| 5  | Lê Kính Tông      | Lê Duy Tân        | 1588–1619   | 1599–1619 | Sohn des Vorgängers, wurde von den Trịnh getötet                  | Trịnh Tùng                                               |
| 6  | Lê Thần Tông      | Lê Duy Kỳ         | 1607–1662   | 1619–1643 | Sohn des Vorgängers, dankte zugunsten seines Sohnes ab            | Trịnh Tùng Trịnh Tráng                                   |
| 7  | Lê Chân Tông      | Lê Duy Hựu        | 1630–1649   | 1643–1649 | Sohn des Vorgängers, starb kinderlos                              | Trịnh Tráng                                              |
| -  | Lê Thần Tông      | Lê Duy Kỳ         | 1607–1662   | 1649–1662 | Vater des Vorgängers, bestieg erneut den Thron                    | Trịnh Tráng Trịnh Tạc                                    |
| 8  | Lê Huyền Tông     | Lê Duy Vũ         | 1654–1671   | 1662–1671 | Sohn des Vorgängers, Bruder des Lê Chân Tông, starb kinderlos     | Trịnh Tạc                                                |
| 9  | Lê Gia Tông       | Lê Duy Hội/Cối    | 1661–1675   | 1671–1675 | Bruder des Vorgängers und des Lê Chân Tông, starb kinderlos       | Trịnh Tạc                                                |
| 10 | Lê Hy Tông        | Lê Duy Hợp/Cáp    | 1663–1716   | 1675–1705 | Bruder seiner Vorgänger, wurde abgesetzt                          | Trịnh Tạc Trịnh Căn                                      |
| 11 | Lê Dụ Tông        | Lê Duy Đường      | 1679–1731   | 1705–1729 | Sohn des Vorgängers                                               | Trịnh Căn Trịnh Cương                                    |
| 12 | (kein Kaisername) | Lê Duy Phường     | 1709–1735   | 1729–1732 | Sohn des Vorgängers, wurde inhaftiert, abgesetzt und getötet      | Trịnh Giang                                              |
| 13 | Lê Thuần Tông     | Lê Duy Tường      | 1699–1735   | 1732–1735 | Bruder des Vorgängers                                             | Trịnh Giang                                              |
| 14 | Lê Ý Tông         | Lê Duy Thận/Thìn  | 1719–1759   | 1735–1740 | Bruder seiner Vorgänger, starb kinderlos                          | Trịnh Giang                                              |
| 15 | Lê Hiển Tông      | Lê Duy Diêu       | 1717–1786   | 1740–1786 | Neffe des Vorgängers, Sohn des Lê Thuần Tông                      | Trịnh Doanh Trịnh Sâm Đặng Thị Huệ Trịnh Khải Nguyễn Huệ |
| 16 | Lê Chiêu Thống    | Lê Duy Khiêm      | 1765–1793   | 1786–1789 | Enkel des Vorgängers, Sohn des Prinzen Lê Duy Vỹ, floh nach China | Nguyễn Huệ Trịnh Bồng Nguyễn Hữu Chỉnh Sun Shiyi         |

Weitere wichtige Angehörige der restaurierten Lê-Dynastie waren Lê Duy Mật (Sohn des Kaisers Lê Dụ Tông und Rebellenführer gegen die Trịnh-Oberherrschaft) sowie Lê Duy Cận („Prinzregent“ unter der Kontrolle des Vũ Văn Nhậm).